# Херефордский собор
Херефордский собор (англ. Hereford Cathedral) — собор в Херефорде, графство Херефордшир, Англия. Полное название — Собор Пресвятой Девы Марии и Святого короля Этельберта (англ. Cathedral of Saint Mary the Virgin and Saint Ethelbert the King). Центр херефордского диоцеза, памятник истории и архитектуры Англии 1-го класса.
В соборе хранятся экземпляр Великой хартии вольностей (1217) и знаменитая Mappa Mundi, средневековая карта Европы авторства Ричарда Хальдингамского, датированная приблизительно 1300 годом. Херефордская карта включена в реестр «Память мира» ЮНЕСКО.
Богослужения на месте собора проводятся, по крайней мере, с VIII века, самая старая сохранившаяся часть нынешнего здания, часовня епископа, датируется XI веком.

## История

### Возникновение собора
Херефорд стал центром епархии, как считается, в 670-х годах, когда архиепископ Кентерберийский Феодор разделил епархию в Мерсии (с центром в городе Личфилд) на две — Херефордскую и Вустерскую. Собор был выстроен епископом Путтой, изгнанным из Рочестера королём Мерсии Этельредом I.
Этельберт II, король Восточной Англии, был обезглавлен в 794 году Оффой, королём Мерсии, который сначала согласился на женитьбу своей дочери и Этельберта, но отчего-то передумал. Убийство произошло в Саттоне (англ. Sutton), но «один благочестивый монах» перевёз тело за 4 мили (6,4 км) в Херефорд, где Этельберта похоронили на месте собора. Потом начались сообщения о чудесах на могиле короля, и около 830 года один знатный мерсиец по имени Милфрид (англ. Milfrid) под впечатлением этих рассказов выстроил над могилой небольшую каменную церковь, посвящённую святому Этельберту. Храм Милфрида просуществовал около двухсот лет, и при Эдуарде Исповеднике был перестроен, но новая церковь простояла недолго. В 1056 году её, после ожесточённого штурма, в котором погибли несколько каноников, разграбили и сожгли ирландцы и валлийцы под предводительством Грифида ап Лливелина.

### Нормандский и ранний готический период
Херефордский собор пребывал руиной до тех пор, пока после нормандского завоевания в 1079 году в епископы не был рукоположен Роберт Лотарингский. Второй после Роберта епископ Рейнельм то ли продолжил, то ли переделал постройку Роберта и реорганизовал соборный капитул. Лишь третий после Рейнельма епископ, Роберт Бетюнский завершил здание. Из этой постройки в романском стиле до наших дней дошли аркада в нефе, нижние два яруса хоров, боковой неф на хорах, южный трансепт и арки на средокрестии.
Менее чем через полвека после завершения собора, Уильям де Вер (англ. William de Vere), епископ в 1186—1199 годах, выстроил в восточном конце ретрохор, крипту и над криптой капеллу Девы. Капеллу Девы вскоре переделывали (в 1226—1246 годах) в стиле раннеанглийской готики. В середине века переделывали третий ярус и, вероятно, своды на хорах, повреждённые осадкой центральной башни. При Питере Аквабланке (англ. Peter of Aigueblanche) (епископ в 1240-68), фаворите Генриха III, начата перестройка северного трансепта, завершённая к концу XIII века Свинфилдом (англ. Swinfield), который также добавил боковые нефы в западной половине и восточный трансепт.

### Завершение строительства в XIV—XVI веках
В первой половине XIV века была перестроена центральная башня, украшенная характерными для декоративного стиля английской готики боллфлауэрами. В это же время выстроены капитулярная зала и её вестибюль. Томас Тревенант (англ. John Trevenant), епископ в 1389—1404 годах, перестроил южную сторону большого трансепта. К середине XV века на западном конце добавили башню, схожую с центральной столь же обильно покрытую боллфлауэрами и увечанную свинцовым шпилем. Во второй половине столетия епископами Джоном Стэнбери и Эдмундом Одли пристроены три капеллы на северной стороне пресвитерия и южной стороне капеллы Девы соответственно. Позднее епископы Ричард Майо и Бут (англ. Booth), между 1504 и 1535 годами сделали последнюю пристройку — северный портик, ставший главным входом в церковь. Строительство собора заняло, таким образом, 440 лет.

### XVI—XVIII века
В ходе английской революции Херефорд переходил из рук в руки, после осады и штурма собор серьёзно пострадал.
В 1712-21 годах епископ Филипп Биссе (англ. Philip Bisse) укреплял центральную башню, построил огромный алтарь и дубовую преграду. Вместо ремонта капитулярной залы, он разобрал её на стройматериалы для епископского дворца. Брат епископа, Томас Биссе, был канцлером собора, и в 1724 году организовал «Музыкальное собрание» (англ. Music Meeting), впоследствии ставшее Фестивалем трёх хоров (англ. Three Choirs Festival) вместе с соборами Вустера и Глостера.
В пасхальный понедельник 1786 года случилась крупнейшая в истории собора катастрофа: обрушилась западная башня, потянув за собой весь западный фасад и одну секцию нефа, потому что, в отличие от собора в Или, где западные башни пристроены, в Херефорде она стояла непосредственно на нефе. Реставрацией занимался Джеймс Уайетт, который, как и в Дареме, внёс изменения, не всеми принятые благосклонно.

### Реставрации и изменения XIX—XX веков
Реставрация началась в 1841 по инициативе настоятеля собора Мереуэзера под руководством архитектора Льюиса Коттингема, специалиста по средневековой архитектуре и его сына Нокальса. Исправления Биссе на центральной башне, оказавшиеся бесполезными, были им разобраны, фонарь укреплён и открыт для обзора, серьёзно отреставрированы неф и экстерьер капеллы Девы Марии. В 1847 году умер Коттингем-старший, а в сентябре 1854 года по пути в Нью-Йорк утонул Нокальс Коттингем, после чего реставрацией собора занялся Джордж Гилберт Скотт, руководивший работами на хорах до окончания 30 июня 1863 года, когда собор вновь открылся торжественной службой.
Западный фасад был отреставрирован в 1902—1908 годах сыном Джорджа Гилберта Скотта Джоном Олдридом Скоттом (англ. John Oldrid Scott). Все работы обошлись в £45 000. Новый фасад, посвящённый 60-летию правления королевы Виктории, с её изображением на семиярусном витраже, совершенно заменил «Уайеттову глупость» (англ. Wyatt’s Folly). Средства были собраны по подписке среди женщин Херефорда.
В 1967 году, в связи с переходом к открытому для всех богослужению, разобрана алтарная преграда авторства Скотта. Позднее она была отреставрирована и выставлена в музее Виктории и Альберта.
В начале 1990-х годов построена и в 1996 году королевой Елизаветой открыта новая библиотека.

### XXI век
В 2010—2011 годах благоустроен сквер перед собором (англ. Cathedral Green).
В 2015 году началась новая реставрационная кампания, профинансированная National Lottery Heritage Fund. В ходе неё были перезахоронены несколько тысяч тел, в том числе из каменных склепов XII—XIV веков. Такое количество могил объясняется тем, что вплоть до XIX века существовала необычная традиция хоронить при соборе всех, кто умер на его территории. Среди эксгумированных тел интерес представляют рыцарь, вероятно, погибший на турнире, несмотря на то, что был уже старше 45 лет
, прокажённый (которых обычно не хоронили при церквях из-за связанной с проказой социальной стигмы) и женщина, которой отсекли руку (это типичное наказание за воровство, подвергнутый которому также едва ли мог рассчитывать на погребение при соборе).

## Архитектура
| Длина                    | внешняя                  | 342 фута (104 м)  |
| Длина                    | внутренняя               | 326 футов (99 м)  |
| Длина                    | нефа                     | 158 футов (48 м)  |
| Длина                    | хоров                    | 75 футов (23 м)   |
| Длина                    | большого трансепта       | 146 футов (45 м)  |
| Ширина с боковыми нефами | Ширина с боковыми нефами | 73 фута (22 м)    |
| Высота                   | нефа                     | 64 фута (20 м)    |
| Высота                   | хоров                    | 62,5 фута (19 м)  |
| Высота                   | фонаря                   | 96 футов (29 м)   |
| Высота                   | башни                    | 140,5 фута (43 м) |
| Высота                   | с пинаклями              | 165 футов (50 м)  |

### Неф
Романские колонны и арки нефа построены при Рейнельме (XII век). До 1847 года квадратные базы колонн были скрыты в напольном покрытии. К основным стволам устоев примыкают с южной и северной стороны двойные полуцилиндрические колонки с небольшими двойными капителями на уровне капителей главных колонн.
В южном боковом нефе расположены две могилы неизвестных церковных деятелей XIV века со скульптурным убранством. Могила сэра Ричарда Пембриджа (англ. Richard Pembridge), одно из ранних скульптурных изображений кавалера ордена Подвязки (времён Эдуарда III), также представляет собой хороший пример для изучения оружия и доспехов той эпохи. Из этого нефа в клуатр епископов ведёт дверь с прямым завершением. Также в южном нефе располагается романская купель в виде круглой чаши, достаточно большой, чтобы крестить детей погружением.
Северный портик — главный вход в собор — в стиле украшенной готики, сразу создающий хорошее общее впечатление о здании. Алтарная преграда современная. Капелла Девы Марии отличается ланцетовидными окнами, перекрыта крестовыми сводами и украшена растительным орнаментом.
В шестой секции северного бокового нефа располагается могила Чарльза Бута, епископа, построившего портик, её окружает единственная сохранившаяся в соборе старинная кованая решётка.

### Большой трансепт и хоры
Северный трансепт, выстроенный в украшенном стиле Аквабланкой и отреставрированный Дж. Гилбертом Скоттом, примечателен дамаскировкой аркады трифория и формой стрельчатых арок и окон, образованных столь большими радиусами, что они кажутся почти прямыми сторонами треугольников. В северном окне витраж мастера Хардмана в память об архидиаконе Лейн-Фреере (англ. Lane-Freer, †1863). Здесь же находится отреставрированная могила или цоколь гробницы Томаса де Контело, выполненная в стиле ранней декоративной готики из пурбекского мрамора. В нижней её части в нишах в форме пятилистника расположены 14 изображений рыцарей ордена Тамплиеров (епископ был и Гран-мастером Провинции Англия). Между восточным боковым нефом северного трансепта и северным боковым нефом хоров располагается самый древний епископский памятник в соборе: статуя Питера Аквабланки в полном облачении под резным балдахином на тонких колонках.
Южный трансепт считается самой древней сохранившейся частью собора, где на восточной стене можно видеть аркаду в нормандском стиле.
Около столетия, до 1960-х годов, просуществовала алтарная преграда из кованого железа по проекту сэра Джорджа Гилберта Скотта, выкрашенная и вызолоченная. Её изготовили «Messrs. Skidmore» из Ковентри (также изготовившие аналогичную прегарду в Личфилде). В конце 1990-х преграду извлекли из запасников и после реставрации выставили в Музее Виктории и Альберта в Лондоне.
Хоры из трёх трёхъярусных секций наполнены произведениями искусства. Запрестольная перегородка (автор Коттингем младший) состоит из пяти отсеков, её скульптурное убранство представляет Страсти Христовы. Позади неё на колонку опирается пара стрельчатых арок, в пазухах которых современный барельеф Христа во славе в окружении ангелов и евангелистов, а ниже — король Этельберт. Статуя этого короля, откопанная около 1700 года при входе в капеллу Девы, выставлена в восточном конце южного бокового нефа. Также на хорах располагаются трон епископа, сорок мизерикордий XIV века и реставрированных, украшенных мифическими существами, гротесками и сценами повседневной жизни, и отдельные пять «Мест для судей», о которых неясно, использовались ли они в качестве мизерикордий или являются только украшениями.
В северном боковом нефе хоров располагается капелла Джона Стэнберри (англ. John Stanburry) в позднем перпендикулярном стиле, с веерными сводами, и алебастровым средневековым надгробием.

### Восточный трансепт
В северной половине восточного  трансепта своды поддерживает центральный восьмигранный устой. В этом трансепте содержится значительное число разнообразных памятников и фрагментов, в числе которых мраморное портретное надгробие XIX века настоятеля собора Ричарда Доуса (англ. Richard Dawes, †1867), видного деятеля народного образования. В южной половине второго трансепта находятся памятники нескольким епископам Херефордским. Туда же при разборке лондонской церкви св. Марии Сомерсетской (англ. St. Mary Somerset in Upper Thames Street) в 1867 году перемещены останки Гилберта Железнобокого и его надгробие из чёрного мрамора. Там же находится скульптурное изображение Иоанна Крестителя и мраморный бюст, который считают работой Рубийяка. С южной стороны алтаря располагается надгробие Ричарда Майо (†1516) под балдахином в перпендикулярном стиле, а дверь ведёт из юго-восточного трансепта в «Клуатр Викария», также постройку перпендикулярной эпохи.

### Капелла Девы
Капелла Девы Марии в стиле ранней английской готики напротив ретрохора (обходной галереи), она построена над криптой и поднимается над уровнем пола собора на пять ступеней. В её восточной стене пять ланцетных окон, над каждым из которых ниша в виде четырёхлистника. Фергюссон связывает эту композицию со знаменитым окном Пяти Сестёр в Йоркском соборе и восточной стеной собора в Или. Витражи этих окон изготовлены в середине XIX века по чертежу архитектора Коттингема в память о настоятеле Мереуэзере, который похоронен в крипте. Также его заботам по реставрации храма посвящена памятная плита чёрного мрамора. В капелле находятся памятники дарителям Иоанне де Килпек (англ. Joanna de Kilpec) и Хэмфри де Бохуну (англ. Humphrey de Bohun). Иоланна в XIV веке даровала собору акр (0,4 га) земли в Лугвардине и патронат над тамошней церковью. На южной стороне капеллы Девы, за причудливо украшенной перегородкой, располагается пятиугольная двухъярусная, с тремя окнами внизу и пятью вверху, поминальная капелла Эдмунда Одли, который, однако, в ней не упокоился, потому что  был переведён в Солсбери и похоронен там.

### Крипта и библиотека
Крипта собора («Голгофа»), хотя и небольшая, является единственным примером крипты, построенной после заката нормандского периода в английской архитектуре (кроме неоготического собора в Труро), потому что крипта старого Сен-Пола в Лондоне не сохранилась до наших дней.
Библиотека располагает, главным образом, древними книгами, которые прикованы цепями к своим пультам, некоторые из них являются прекрасными образцами иллюминированных средневековых манускриптов. Две наиболее ценные книги — прекрасно сохранившаяся копия Херефордского антифонария XIII века и Херефордское Евангелие (англ. Hereford Gospels) — копия англосаксонского евангелия VIII века.
Заслуживает внимания дубовый реликварий, покрытый медными пластинами с изображением убийства и погребения Томаса Бекета в технике лиможской эмали. Реликварий этот подарен собору каноником Расселом, который получил его от некоей католической семьи, в которой он передавался долгие годы.

### Прочие строения
Капитулярная зала располагалась между кулатрами епископа и викария, в 1645 году в ходе гражданской войны её свинцовая крыша была переплавлена на пули, и в начале XVIII века епископ Биссе разобрал остатки на стройматериалы. Также поблизости располагаются епископский дворец, резиденции настоятеля, каноников и соборная школа.

## Музыка

### Колокола
Звонница, иногда называемая «Grand Old Lady», состоит из 10 колоколов , которые подвешены на высоте 140 футов (43 м) в башне, вес самого большого из них — 1,7 тонны (34 хандредвейта). Старейший колокол — № 6, XIII век.

### Органы
Главный орган в корпусе по проекту Джорджа Гилберта Скотта располагается на южной стороне хоров, сам инструмент построен в 1892 году Генри Уиллисом и считается одним из лучших инструментов этого мастера. Орган реставрировался в 1932 году наследниками Уиллиса, в 1978 году перестроен фирмой Harrison & Harrison и в 2004-2005 годах отреставрирован этой же фирмой без существенных переделок. Орган насчитывает 69 регистров на 4 мануалах (хор, хауптверк, швеллер, соло) по 58 клавиш и 30-клавишной педали. Самый низкий регистр — 32 футовый. Пульт органа обладает широкими возможностями для регистровки и разнообразными копулами
В 1951 году в капеллу Девы Марии был перенесён орган 1911 года постройки из How Caple Court. В нём 11 регистров (от восьмифутового) на двух 56-клавишных мануалах (хауптверк и швеллер) и 30-клавишной педали.
Переносной малый орган с одним 54-клавишным мануалом и 5-ю регистрами (от 8 футов) был построен в 2003 году в дубовом стилизованном под готику корпусе
.
Первый известный органист — Уильям Вуд (англ. William Wood, 1515). Среди других можно отметить композиторов XVI века Джона Булла и Ричарда Фарранта (англ. Richard Farrant), дирижёра Мередита Дэвиса (1922—2005) и сэра Айвора Аткинса.

## Древние документы

### Великая хартия вольностей (Magna Carta)
Херефордский собор располагает одной из четырёх сохранившихся копий Великой хартии вольностей 1217 года, одной из лучших среди восьми самых старых экземпляров. Время от времени он выставляется рядом с херефордской картой.

### Херефордская карта мира (Mappa Mundi)
Херефордская карта мира датируется концом XIII века, её автор — пребендарий собора Ричард Хальдингамский. В годы правления Кромвеля карта хранилась под полом часовни Эдмунда Одли. Это вторая по величине средневековая карта мира, выполненная на одном куске пергамента. Восток на карте располагается сверху, земля представлена круглой и плоской. На востоке рай и сцены поедания запретного плода и изгнания Адама и Евы, а над ними картина Судного дня, где праведники поднимаются из могил и следуют за стены града небесного. Изображены города (особенно подробно Иерусалим, Вавилон, Рим и Троя), звери, птицы, рыбы, гротескные фантастические создания. На Британских островах показано большинство кафедральных соборов.
В 1855 году карта была отреставрирована Британским музеем. В 1980-е годы тяжёлое финансовое положение вынудило соборный капитул задуматься о продаже карты, но это предложение вызвало ожесточённые споры. В конце концов необходимая сумма была пожертвована, и к 1996 году выстроено новое здание и для хранения и показа как херефордской карты, так и книг из «цепной» библиотеки.

## Известные личности
Кроме уже упомянутых, с Херефордским собором связаны:
- Роберт из Глостера, хронист и пребендарий собора с 1291 года;
- Николай Херефордский (англ. Nicholas Hereford), †1420, переводчик Библии на английский язык, лоллард, соратник Джона Уиклифа, канцлер оксфордского университета;
- Джон Карпентер (англ. John Carpenter (town clerk)) ок. 1372–1442, крещённый в соборе 18 декабря 1378 года, автор «Liber Albus» («Белой книги») — первого сборника английского общего права;
- Полидор Вергилий, итальянский историк и гуманист, автор «Истории Англии», пербендарий собора с 1507 года;
- Томас Уолси, пребендарий с 1510 года, кардинал, архиепископ Йоркский, канцлер Англии (второе лицо в государстве после короля Генриха VIII);
- Майлс Смит (англ. Miles Smith (bishop)), 1554—1624, пребендарий в Херефорде с 1580 года, впоследствии епископ Глостерский, основной переводчик Библии Короля Якова;
- Мэтью Рен (англ. Matthew Wren), 1585—1667, епископ Херефордский (с 1634), дядя архитектора сэра Кристофера Рена, оказавший на племянника большое влияние.

#### Томас де Контело
Томас де Контело был вторым после Аквабланки епископом. Не лишённый грехов, присущих церковным деятелям его эпохи (XIII век), он был в то же время талантливым администратором и борцом за права и интересы своей епархии. Например, он лично бил палкой перед алтарём босого и кающегося лорда Клиффорда за то, что он ограбил епископских арендаторов и угнал их скот. Контело вернул некоторые поместья, отбитые уэльским королём Ллевеллином и отсудил охотничьи угодья близ леса Малверн у графа Глостера. После отлучения архиепископом Кентерберийским Джоном Пэкхэмом, он отправился в Орвьето на папский суд, но умер, не дождавшись решения по своему делу, в Монтефьясконе, сопровождая папский двор. Плоть его была похоронена в монастыре Сан-Северо близ Орвьето, а сердце и кости упокоились в Херефордском соборе, став центром паломничества, и по совокупности посмертных чудес и легенд о праведной жизни (он, например, не позволял целовать себя даже сестре) спустя 40 лет он был канонизирован.

## Галерея
- Вид с северо-востока
- Вид с юго-запада
- Интерьер южного трансепта
- Своды нефа
- Алтарь в капелле Девы Марии
- Витражи

## Погребения

### Епископы Херефордские
- Роберт Лотарингский (англ. Robert of Hereford), †1095
- Рейнельм (англ. Reynelm), †1115
- Джоффри де Клайв (англ. Geoffrey de Clive), †1119
- Роберт Бетюнский (англ. Robert de Bethune), †1148
- Роберт Мелюнский (англ. Robert of Melun), †1167
- Роберт Фолиот (англ. Robert Foliot), †1186
- Уильям де Вер (англ. William de Vere), †1198
- Жиль де Брюз (англ. Giles de Braose), †1215
- Хью де Мейпенор (англ. Hugh de Mapenor), †1219
- Хью Фолиот (англ. Hugh Foliot), †1234
- Пьер де Аквабланка (англ. Peter of Aigueblanche), †1268 (эксгумирован в 1925 году)
- св. Томас де Контело, †1282
- Ричард Свайнфилд (англ. Richard Swinefield), †1317
- Томас Шарлтон (англ. Thomas Charlton (bishop)), †1344, лорд-хранитель Малой печати и лорд-казначей Англии, епископ Херефордский
- Герберг Уэстфолинг (англ. Herbert Westfaling), †1602
- Августин Линдселл (англ. Augustine Lindsell), †1634
- Гилберт Железнобокий младший (англ. Gilbert Ironside the younger), †1701
- Джеймс Атлей (англ. James Atlay), †1894

### Другие
- Вельтерс Корнуолл (англ. Velters Cornewall), †1768, член Парламента от Херефордшира на протяжении 46 лет
- Уильям Фелтон (англ. William Felton (composer)), †1769, композитор
- Филипп Траэрн (англ. Philipp Traherne), †1645, отец поэта Томаса Траэрна и мэр Херефорда